# Tessa Taminiau
Tessa Taminiau (Tilburg, 15 juni 1977) is een Nederlandse actrice.

## Biografie
Tessa Taminiau is lid van de  Tilburgse familie Taminiau. Als kind had Taminiau in 1988 een rol in Woyzeck voor het Nationale Toneel onder meer in de Koninklijke Schouwburg in 's-Gravenhage. 
Later speelde ze enkele jaren de rol van Nettie Boelens in de Nederlandse soap Goede tijden, slechte tijden. Eerst in 1990 een paar keer als gast, en van 1991-1992 en in 1994 als lid van het vaste ensemble. 
In 2001 had ze een rol in de verfilming van Dik Trom: De nieuwe avonturen van Dik Trom 2.